# Posterizzazione

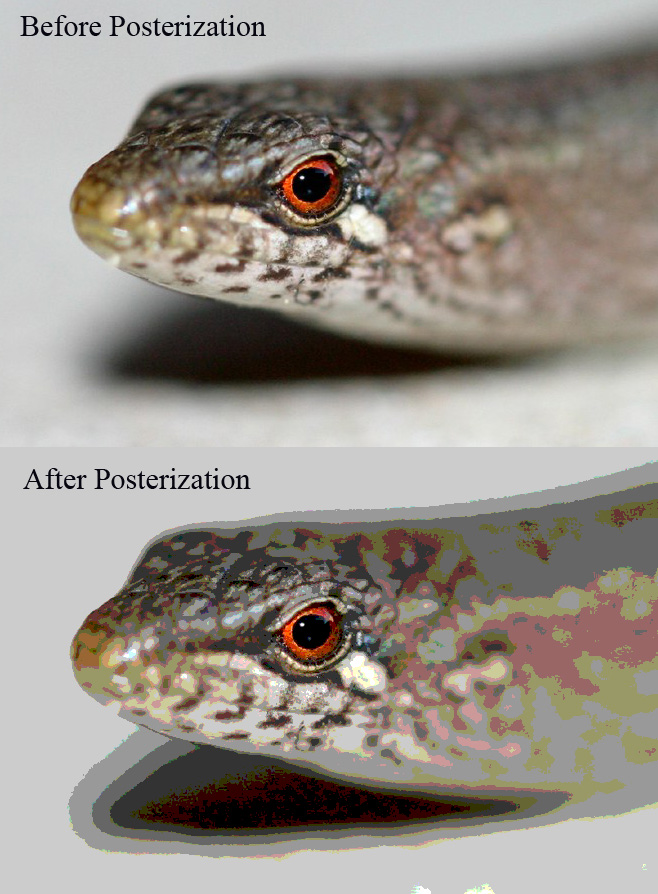
In alto, esempio di immagine in formato JPEG (24-bit, 16 milioni di colori) prima della posterizzazione, e in basso la stessa immagine posterizzata e convertita in formato GIF (256 colori)

Il termine inglese posterization, prevalentemente tradotto in italiano come posterizzazione, si riferisce all'effetto applicabile ad un'immagine per cui questa viene compressa, riducendo il numero di livelli di colore e aumentandone il contrasto. 
L'immagine posterizzata potrebbe risultare inferiore in termini di peso, ma anche in termini qualitativi: ad un basso numero di toni di colore corrisponderanno meno sfumature presenti; l'immagine potrebbe risultare quindi più "piatta", oppure avere uno stile simile ad un fumetto o ad un poster (da cui il nome dell'effetto).